# St-Hubert (restaurant)
Pour les articles homonymes, voir Saint-Hubert.
 (mars 2018).
Si vous disposez d'ouvrages ou d'articles de référence ou si vous connaissez des sites web de qualité traitant du thème abordé ici, merci de compléter l'article en donnant les références utiles à sa vérifiabilité et en les liant à la section « Notes et références ».
St-Hubert, aussi connue sous le nom de Les Rôtisseries St-Hubert Ltée, est une chaîne de restauration québécoise spécialisée dans la préparation du poulet rôti et des côtes levées. Fondée en 1951 au Québec, elle s'est rapidement développée sous forme de franchise et est connue comme la principale chaîne de rôtisseries au Québec. Son siège social est situé à Laval, Québec (Canada).

## Historique

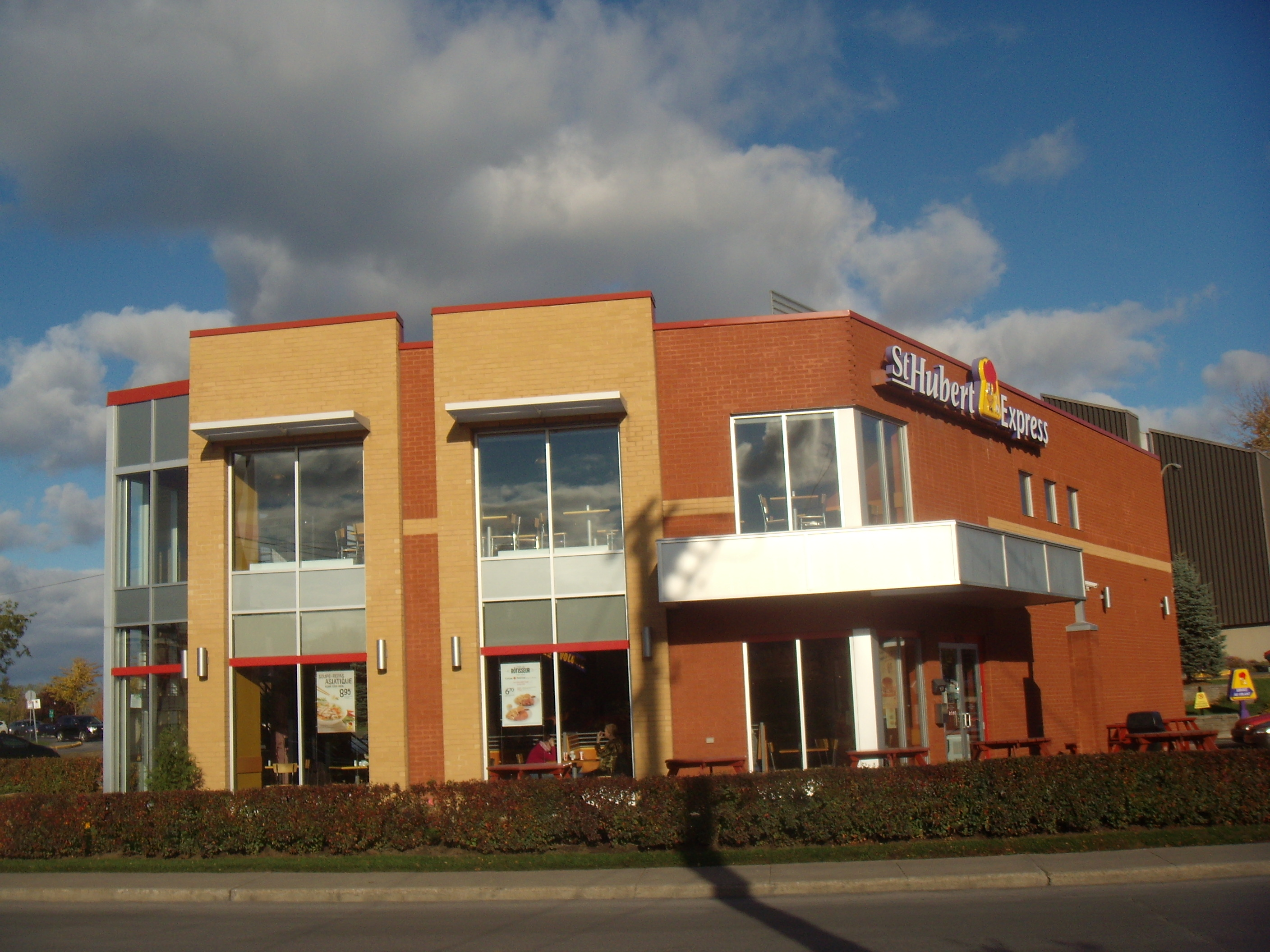
Restaurant St-Hubert Express à Montréal, Québec, Canada.

Le tout premier restaurant St-Hubert est fondé le 25 septembre 1951 à Montréal par Hélène et René Léger. Le premier établissement prend comme nom celui de la rue où il est créé. C'est le premier restaurant au Canada à offrir la livraison à domicile gratuite, dès 1952. Cette succursale, située au 6355 rue St-Hubert, est encore opérationnelle.
En 1965, St-Hubert compte cinq succursales dans la région de Montréal. Une première franchise ouvrira à Québec en 1967. C’est aussi en 1965 que la sauce St-Hubert est commercialisée et fait son arrivée en épicerie. 
À la fête du Travail de 1967, le comptoir St-Hubert présent sur le site d’Expo 67 fracasse un record de vente : en une journée, 910 broches de poulet sont écoulées. Avec cinq poulets par broche, on compte ainsi 18 000 repas servis. C’est aussi lors d’Expo 67 que le fondateur René Léger innove avec un concept de restauration moderne dans lequel un employé s’occupe d’une seule tâche pour augmenter la vitesse de production. 
En 1972, St-Hubert inaugure un centre d’appel, situé rue Jarry à Montréal, où sont centralisées toutes les commandes téléphoniques. 36 téléphonistes s’y occupent de la prise des commandes.
En 1979, St-Hubert prend de l’expansion et créé 2 000 emplois directs[réf. nécessaire]. À la fin de l’année, St-Hubert compte 50 rôtisseries. 
En 1983, St-Hubert tente un autre type d'expansion, cette fois dans la cuisine italienne. St-Hubert inaugure le restaurant Pastelli et annonce qu'il veut ouvrir 30 à 40 autres franchises à travers le Québec durant les cinq années suivantes. Les résultats sont concluants et d'autres franchises sont ouvertes, mais St-Hubert décide de mettre fin à l'expérience vers la fin des années 1980.
En 1988, le vaste réseau compte 7 500 employés, plus d’une centaine de restaurants et sert un demi-million de repas par semaine.[réf. nécessaire]
En 1991, Jean-Pierre Léger, fils des fondateurs des Rôtisseries St-Hubert, accède à la présidence. Le groupe connait alors des difficultés financières, avec des pertes de 3,8 millions de dollars, les tentatives d'implantation en Ontario et aux États-Unis s'étant révélées un échec. 
En 1992, le concept du Resto-Bar le St-Hub est créé. Se différenciant par sa décoration et son ambiance des rôtisseries traditionnelles, il  vise une clientèle adulte. Le concept offre une ambiance décontractée avec musique, éclairage tamisé et décor branché. Dans certains St-Hub, une scène est aménagée et des groupes musicaux y donnent des prestations lors de soirées. Des écrans géants diffusent aussi des événements sportifs d’envergure.
En 1995, St-Hubert ouvre le premier de ses St-Hubert Express, proposant une carte réduite et un service au comptoir. 
Pendant la décennie 2000, l'entreprise propose de ne servir que des poulets nourris au grain, sans farine animale, mais y renonce finalement pour des questions de coût et de réglementation.
Le 2 mai 2005, St-Hubert annonce sa décision de bannir le tabac de ses établissements, un an avant la mise en place de la loi sur l’interdiction de fumer dans les endroits publics.
En 2007, St-Hubert  fait l’acquisition d’une usine de fabrication à Blainville pour devenir l’unique actionnaire de Produits Alimentaires St-Hubert. La division Détail (production et distribution de produits en épicerie) s’ajoute à la division Restauration (les rôtisseries) pour former le Groupe St-Hubert Inc. Ce faisant, le Groupe St-Hubert Inc. élargi la commercialisation de ses produits en épicerie en produisant et distribuant sous plusieurs autres marques.[réf. nécessaire]
En 2009, St-Hubert introduit de nouveaux emballages recyclables ou compostables ne contenant plus de styromousse. En 2011, St-Hubert devient partenaire fondateur du Circuit électrique propulsé par Hydro-Québec. À ce jour, toutes les rôtisseries St-Hubert sont dotées d’une borne de recharge pour véhicule électrique et 11 de ces bornes sont des bornes à recharge rapide.
En 2012, le Groupe St-Hubert Inc. intègre Maître Saladier Inc. à sa division Détail.
Depuis 2012, la chaîne héberge des dizaines des stations de recharge de véhicules électrique, principalement sous la bannière du Circuit électrique, au Québec et dans l'est de Ontario. Les restaurants St-Hubert sont d'ailleurs un des partenaires fondateurs du plus important réseau de bornes de recharge au Québec.
Le 31 mars 2016, l'entreprise est achetée par la société ontarienne Cara Limitée pour la somme de 537 millions de dollars.
Les salles à manger de la rôtisserie ont enregistré une baisse de l'achalandage depuis l'arrivée des compagnies de livraison comme Uber Eats et DoorDash.

## Organisation

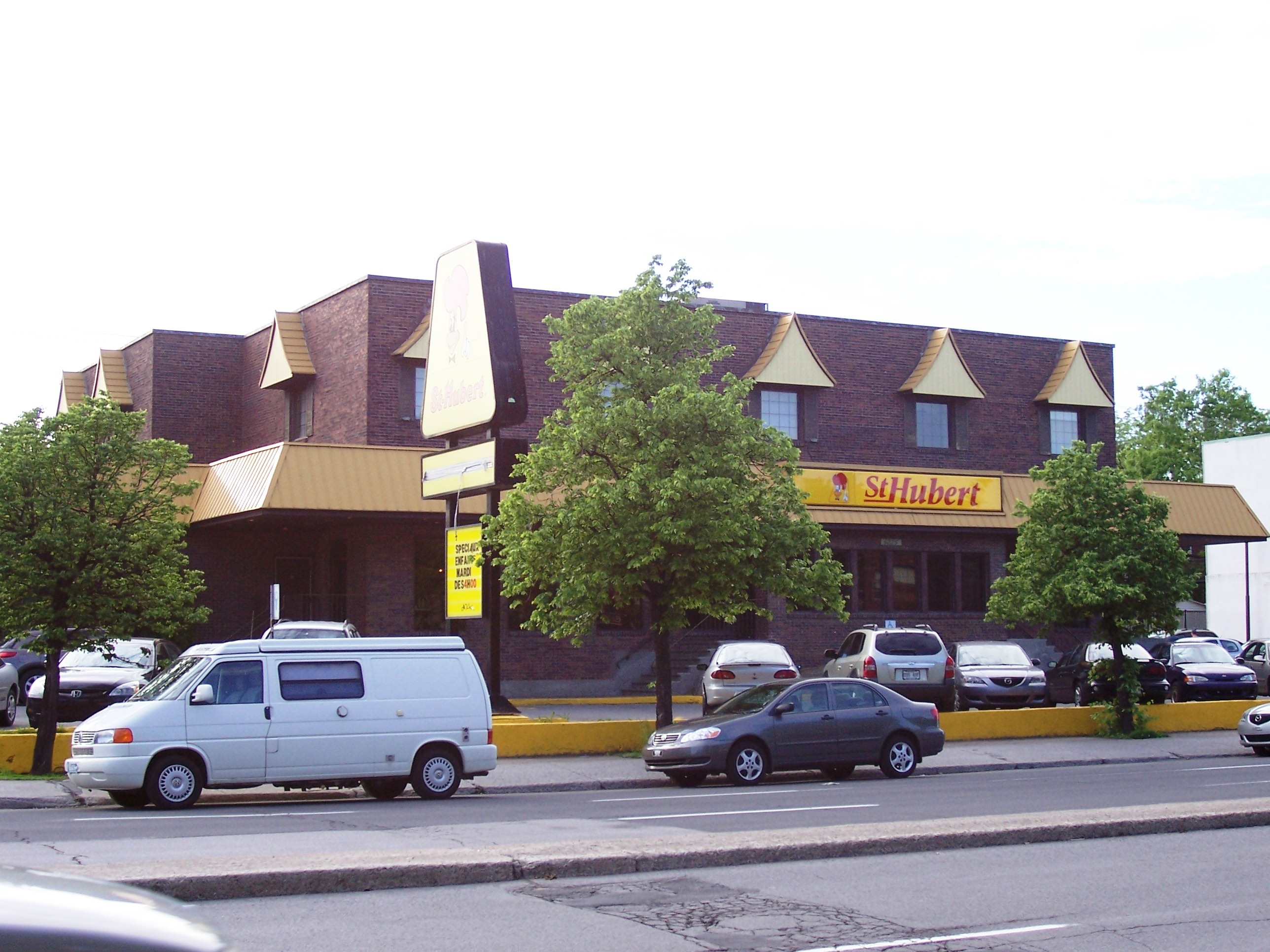
Un restaurant St-Hubert à Montréal, Québec.

La division restauration de St-Hubert exploite un réseau de 120 rôtisseries Traditionnelles et Express qui se déploie au Québec, en Ontario et au Nouveau-Brunswick. L’entreprise offre aussi un service traiteur.  
Groupe St-Hubert compte également une division détail composée de Meilleures Marques et de Maître Saladier. La division détail fabrique et distribue en épicerie les produits alimentaires de marques Àtable!, Loney's, Suwong, Major Gourmet, Pasta Fiesta, Chef Lelarge ainsi que la gamme des produits St-Hubert.  Il distribue et commercialise également les produits Bonne Maman, Laura Secord, Allan, S-Sens et Hershey.
St-Hubert a également élargi ses champs de compétence au domaine philanthropique en créant la Fondation St-Hubert, qui a pour mission de contribuer à la santé et au mieux-être de différentes communautés. La Fondation St-Hubert a donné plus de 2 millions de dollars à divers organismes depuis ses débuts et s’est associé à des causes comme la Fondation Martin Matte, Rêves d’enfants, le Centre de cancérologie Charles-Bruneau, Centraide, de nombreux organismes locaux[réf. nécessaire]. 
Le groupe compte plus de 10 000 employés et sert 31 millions de repas servis par année.[réf. nécessaire]